# In der Olk (Trier)
In der Olk ist eine Straße in der Trierer Innenstadt. Sie verläuft zwischen Johannisstraße und Böhmerstraße.
Der Name leitet sich von der im Moselland gebräuchlichen Bezeichnung „Olk“ für ein ausgedehntes Grundstück oder auch einen Weinberg ab. Hier bezieht er sich auf den großen Weingarten des Klosters St. Irminen, der zwischen Böhmerstraße, Johannisstraße und Windmühlenstraße lag. Die Straße hat ihren Namen seit 1863.
In der Straße liegen mehrere Kulturdenkmäler. Die Gebäude stammen aus der Zeit des Historismus. Ein Teil der Straße gehört zur Denkmalzone In der Olk 17–28.